# Ранохришћанска гробница са Христограмом у Јагодин мали у Нишу
Ранохришћанска гробница са Христограмом у Јагодин мали у Нишу јесте археолошки споменик откривен на простору главне некрополе града Наисуса у данашњем насељу Јагодин мала у Нишу. Датира се на крај IV или почетак V века.
Проглашена је непокретним културним добром Републике Србије. Налази се у Нишу, под заштитом је Завода за заштиту споменика културе Ниш.
У централни регистар је уписана 2015, а решење о заштити је донето новембра 2014. године под бројем АН 55.
Представља јединствено археолошко откриће из касне антике и раног периода хришћанства у овом делу Европе.

## Опис
Гробница је изграђена од камена и опеке везаних кречним малтером. Улаз у гробницу постављен је на источном зиду. Отвор је оивичен каменим плочама, док је постоље улаза гробнице начињено од опека. Улазни отвор у гробницу која је квадратне основе, затворен је каменом плочом.
Према званичном опису непокретног културног добра: Зидови гробнице су фреско осликани. Мотиви на источном и јужном зиду су исти, бела површина са хоризонталном црвеном бордуром преко средине зида. Изнад бордуре осликан је мотив винове лозе светлобраон боје. На западном зиду уочавају се два поља различито осликана геометријским мотивима. На средини свода беле површине насликан је Христограм. Монограм у кружном централном пољу осликан је златнобраон бојом на светлоплавој подлози. Централно кружно поље оивичено је тамноплавом и црном линијом и окружено је површином на којој је осликан ловоров венац с лишћем у разним тоновима зелене боје. У гробници су пронађени остаци три покојника. Од прилога уз покојнике биле су две минијатурне стаклене посуде и бронзани новац цара Теодосија. 